# Montparnasse – Bienvenüe (stanice metra v Paříži)

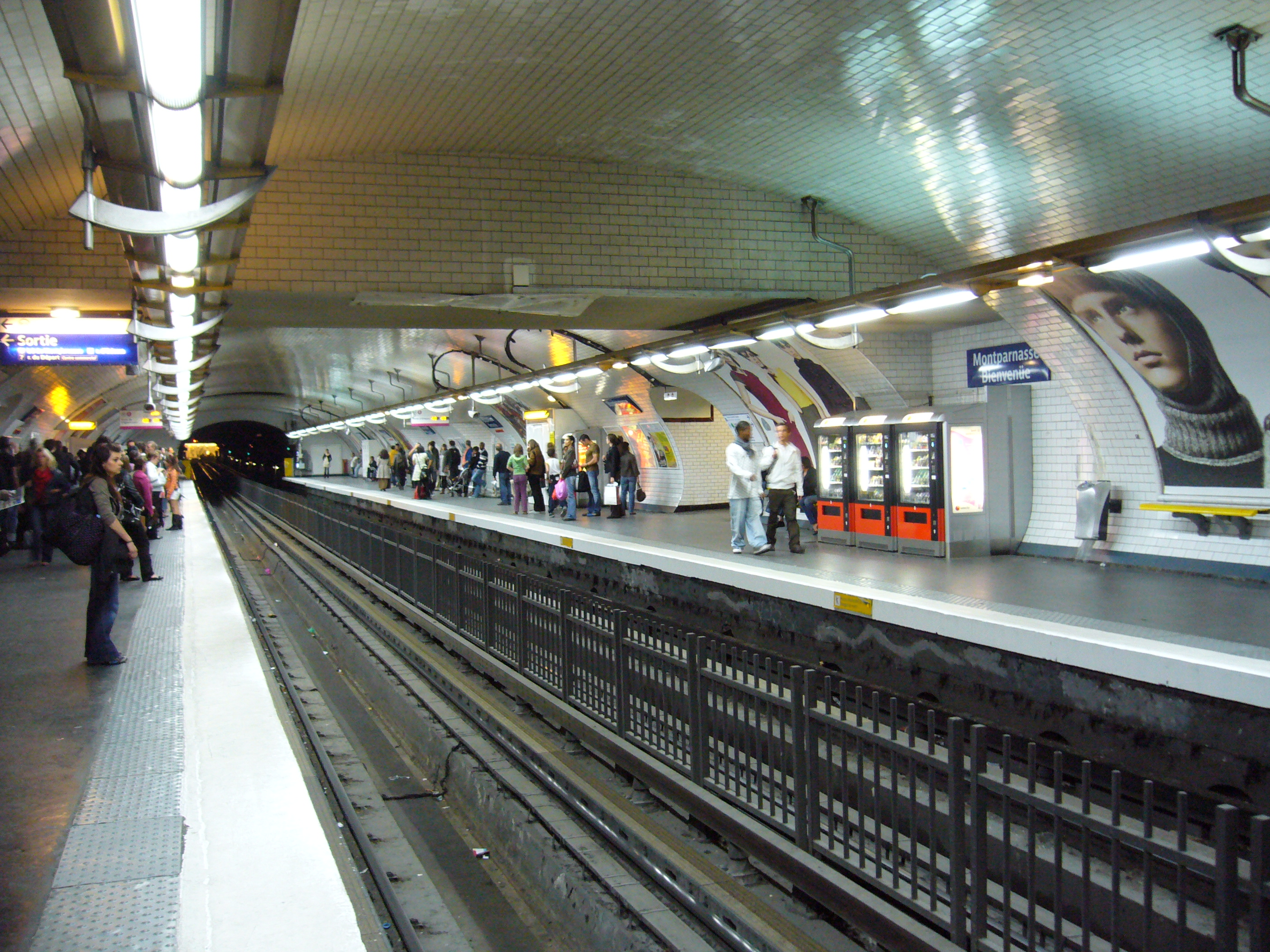
Nástupiště linky 4

Montparnasse – Bienvenüe je rozsáhlá přestupní stanice pařížského metra mezi linkami 4, 6, 12 a 13. Prostřednictvím nádraží Montparnasse je možný též přestup na linky Transilien a spoje SNCF. Stanice leží na hranicích 6., 14. a 15. obvodu v Paříži. Nástupiště linek 4 a 12 se nacházejí v severní části náměstí Place du 18 juin 1940, zatímco nástupiště linek 6 a 13 jsou v blízkosti vlakového nádraží. Každý den projde stanicí přes 110 000 cestujících. V roce 2004 byla stanice Montparnasse – Bienvenüe s 29,46 milióny pasažérů čtvrtou nejvytíženější stanicí pařížského metra.

## Historie
Stanice byla otevřena 24. dubna 1906 pod názvem Bienvenüe při prodloužení tehdejší linky 2 Sud (2 Jih), též nazývána Circulaire Sud (Jižní okruh) od Passy po Place d'Italie. 14. října 1907 byla linka 2 Sud zrušena a připojena k lince 5. Stanice byla vybudována za bývalou budovou nádraží Montparnasse. 21. ledna 1937 byla mezi stanicemi Bienvenüe a Porte de Vanves nová linka s číslem 14.
9. ledna 1910 byl zprovozněn úsek na lince 4 mezi stanicemi Châtelet a Raspail, ovšem stanice s názvem Montparnasse byla otevřena až 6. dubna tohoto roku. 5. listopadu 1910 bylo v této stanici otevřeno nástupiště nové linky A (dnes linka 12). Tím se stanice Montparnasse stala přestupní stanicí mezi linkou 4, která patřila Compagnie du chemin de fer métropolitain de Paris a linkou A, kterou provozovala konkurenční Compagnie Nord-Sud. Tato stanice se nacházela pod Boulevardem du Montparnasse před vchodem do bývalého nádraží Montparnasse.
Na konci 30. let byly obě stanice spojeny 185 metrů dlouhou přestupní chodbou, takže bylo možné přestupovat vzájemně mezi všemi čtyřmi linkami. 6. října 1942 byl úsek Étoile ↔ Place d'Italie opět odpojen od linky 5 a spojen s linkou 6, která tak získala dnešní podobu. Od tohoto dne byly rovněž obě stanice sloučeny v jednu. Poslední změna v systému linek proběhla 9. listopadu 1976, kdy linka 14 zanikla, neboť byla sloučena s linkou 13.

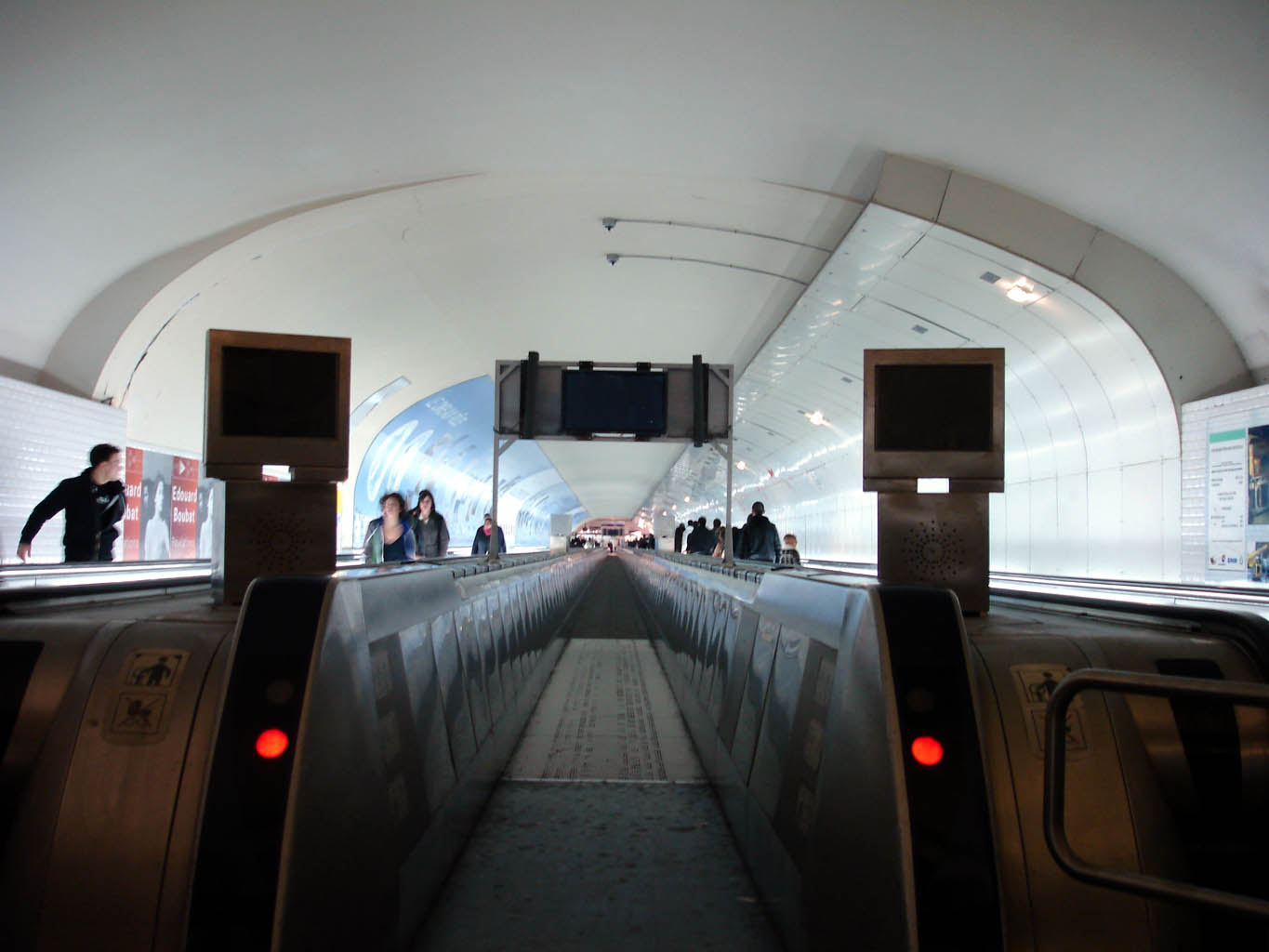
Vysokorychlostní chodník

V roce 2002 byl na stanici instalován velmi rychlý pohyblivý chodník. Jednalo se o experiment - „nejrychlejší chodník na světě“, který se zpočátku pohyboval rychlostí 12 km/h. Později byla rychlost snížena na 9 km/h. Spojuje vlakové nádraží a nástupiště linek 6 a 13 na jedné straně a linky 4 a 12 na druhé straně. Protože byl chodník velmi poruchový, byl zpomalen na stejnou rychlost jako konvenční jezdící chodníky, které jej obklopují. Působil především ve směru nádraží → metro. V květnu 2009 společnost RATP oznámila, že chodník bude v březnu 2011 odstraněn a nahrazen klasickým pohyblivým chodníkem, kvůli četným stížnostem zákazníků na bezpečnost a kvůli nedostatečné spolehlivosti.

## Název
Stanice Montparnasse byla pojmenována po zdejší čtvrti Montparnasse. Stanice Bienvenüe nesla jméno hlavního projektanta pařížského metra Fulgence Bienvenüe (1852–1936). Po sloučení stanic v říjnu 1942 se spojila i jména stanice do Montparnasse – Bienvenue.

## Vstupy
Stanice má několik východů:
- Přímý přístup na vlakové nádraží
- Place Bienvenüe před dům č. 2
- Place Raoul Dautry (mezi věží a nádražím)
- Boulevard du Montparnasse před domy č. 71 a 73
- Rue du Départ před dům č. 1
- Přímý vstup do suterénu nákupního centra
- Boulevard du Montparnasse před dům č. 59bis

## Zajímavosti v okolí
- Věž Montparnasse